# Carabus faustus
Carabus faustus es una especie de coleóptero adéfago de la familia Carabidae. 
Es endémico de Tenerife, en las islas Canarias (España).